# مارس 96

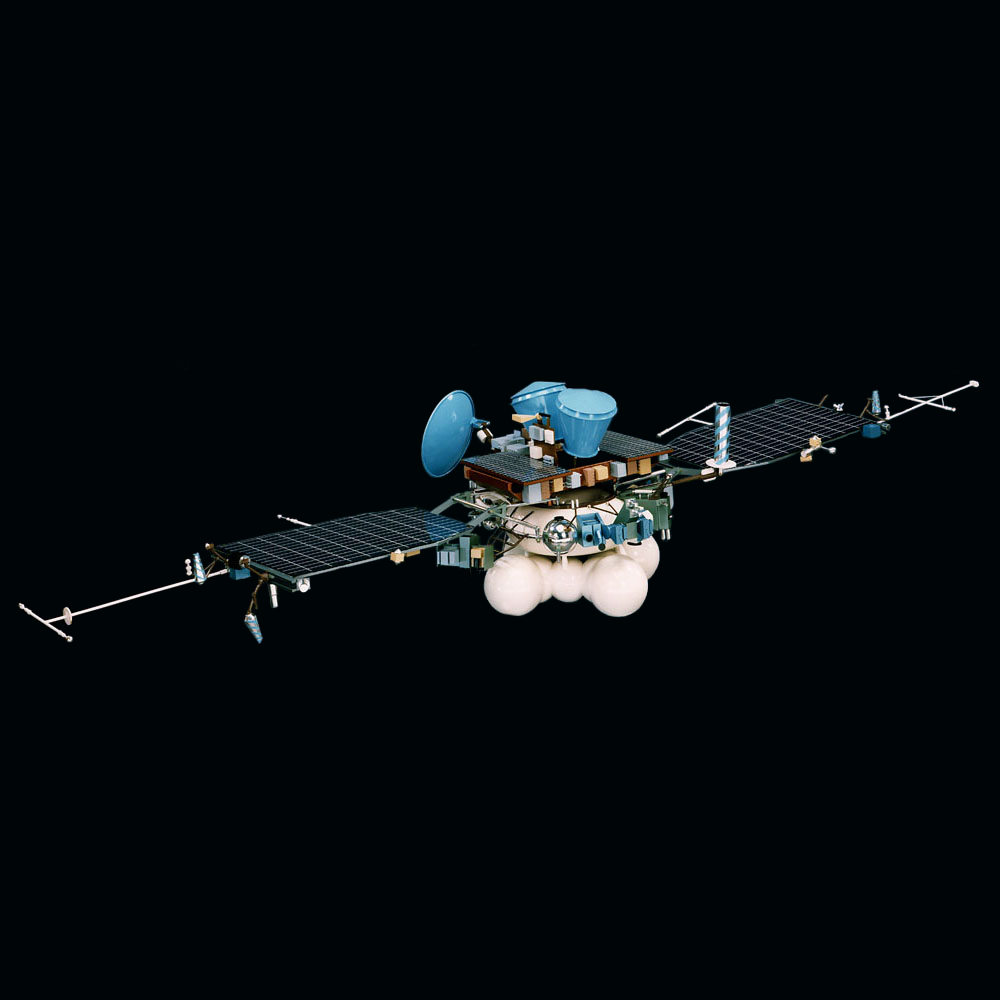
مسبار روسي لمهمة مارس 96 نحو المريخ

مارس 96 (تُسمى أحيانًا مارس 8) هي مهمة مريخية فاشلة أُطلِقت عام 1996 من قبل قوات الفضاء الروسية ولم تكن مرتبطة مباشرةً ببرنامج مسبار المريخ السوفيتي الذي يحمل نفس الاسم. بعد فشل الحرق الثاني للمرحلة الرابعة، دخلت المركبة غلاف الأرض الجوي مرة أخرى، وتفككت على طول أكثر من 200 ميل فوق المحيط الهادي وشيلي وبوليفيا. استندت مارس 96 في تصميمها على مسباري فوبوس (فوبوس-1، فوبوس-2) اللذان أُطلِقا إلى المريخ في عام 1988. كان تصميم المسباران جديدًا في ذلك الوقت وفشلا في النهاية. بالنسبة لمهمة مارس 96، اعتقد المصممون أنهم نجحوا بتصحيح عيوب مسبارا فوبوس، ولكن لم تتبين هذه التحسينات بسبب تدمر المسبار أثناء مرحلة الإطلاق.
مع ذلك، كانت مهمةً طموحةً للغاية وكانت أثقل مركبة فضائية بين كوكبية تُطلق حتى ذلك الوقت. تضمنت المهمة مركبة مدارية ومحطات سطحية وأجهزة لاختراق سطح المريخ. تضمنت المهمة مجموعة كبيرة من الأدوات من الهند وفرنسا وألمانيا ودول أوروبية أخرى والولايات المتحدة. ومنذ ذلك الحين حُملت أدوات مماثلة على متن مركبة مارس إكسبريس الفضائية، التي أُطلِقت عام 2003. كان ألكسندر زاخاروف هو عالم المشروع الرئيسي.

## أهداف المهمة العلمية
كانت المهمة تهدف للإجابة على العديد من الأسئلة المتعلقة بفهمنا لكوكب المريخ. كان الهدف العلمي للمهمة هو تحليل التاريخ التطوري لسطح الكوكب وغلافه الجوي وبنيته الداخلية. كان من المقرر إجراء دراسات أخرى أثناء الرحلة الفضائية، مثل دراسات تتعلق الفيزياء الفلكية. يمكن تقسيم الدراسات العلمية للمهمة إلى عدة فئات.

### سطح المريخ
كان من المقرر أن تشمل دراسات سطح المريخ مسحًا طوبوغرافيًا عالميًا للكوكب ورسم خرائط لتوزيع المعادن وتكوين التربة ودراسة الكريوليثوزون وهيكله العميق.

### الغلاف الجوي
كان من المفترض أن تشمل دراسات الغلاف الجوي دراسة مناخ ووفرة بعض العناصر والأيونات والمواد الكيميائية مثل الماء وثاني أكسيد الكربون والأوزون وغيرها، والرصد العالمي بشكل عام، وتغيرات الضغط بمرور الوقت، ودراسة خصائص الهباء الجوي.

### الهيكل الداخلي
كانت تهدف دراسات بنية الكوكب إلى تحديد سمك القشرة ودراسة المجال المغناطيسي للمريخ ودراسة التدفق الحراري والبحث عن البراكين النشطة المحتملة، ودراسة النشاط الزلزالي.

### البلازما
كانت تهدف دراسات البلازما إلى دراسة قوة وتموضع المجال المغناطيسي المريخي، ودراسة أيونات البلازما وطاقتها أثناء الرحلة بين الكوكبية وبالقرب من المريخ، ودراسة الغلاف المغناطيسي وحدوده.

### الفيزياء الفلكية
كان من المقرر إجراء دراسات الفيزياء الفلكية أثناء الرحلة بين الكوكبية. شملت دراسة انفجارات جاما الكونية واهتزازات الشمس والنجوم الأخرى.

## التصميم

### المركبة المدارية
كانت المركبة المدارية مركبة فضائية ذات ثلاثة محاور تعتمد على الشمس والنجوم للمحافظة على استقرارها، وكان تصميمها مبنيًا على تصميم مسباريّ فوبوس. امتلكت هوائيات قابلة للنشر عالية ومتوسطة الكسب ولوحين شمسيين كبيرين على جانبيها. كما امتلكت وحدة دفع صاروخية قابلة للانفصال في وقت ما بعد دخولها مدارًا حول المريخ. أُرفقت محطتان سطحيتان أعلى المركبة الفضائية وأُرفقت أداتي اختراق سطحيتان بوحدة الدفع. امتلكت المركبة نظام موريون الذي شمل الواجهة المركزية والمعالج الدقيق ونظام الذاكرة. كانت الكتلة الإجمالية للمركبة مع الوقود 6180 كيلوجرام. كانت الكتلة الجافة بدون وقود 3159 كيلوجرام.

### المحطة السطحية
وُضعت كل محطة سطحية داخل غلاف قطره متر واحد. احتوت كل محطة على وحدة معالجة لبيانات المحطة (إس دي بّي آي) للتحكم في عمليات المحطة، ووحدة اتصالات مع جهاز إرسال وجهاز استقبال لنقل البيانات، ومصدر طاقة يتكون من مولدين حراريين من النظائر المشعة (آر تي جي)، وبطارية وأدوات إلكترونية للتحكم في شحن البطارية. شملت كل محطة سطحية قرصًا مضغوطًا يحتوي على قصص خيال علمي وأصوات ولوحات فنية ألهمت استكشاف المريخ. كان القصد منها أن تكون هدية للمستكشفين البشريين المستقبلين. كان العمر المتوقع لكل محطة سطحية هو عامًا واحدًا.

### المخترق السطحي
تكون كل مخترق من بنيتين رئيسيتين: الجسم الأمامي والجسم الخلفي. عند اصطدام المخترق بالسطح، كان من المقرر أن ينفصل الجسم الأمامي ليغوص لعمق يتراوح بين 5 و6 أمتار داخل السطح بينما يبقى الجسم الخلفي على السطح متصلًا بالجسم الأمامي بسلك. احتوى الجسم الأمامي على المعدات الأساسية وجزءًا من حزمة التحليل بينما احتوى الجسم الخلفي على بقية حزمة التحليل ومعدات الاتصال الراديوي. شُغل كل مخترق بواسطة مولد كهربائي من النظائر المشعة وبطارية. كان العمر المتوقع لكل مخترق سنة واحدة.

## فشل المهمة
انطلق صاروخ المهمة في 16 نوفمبر 1996 الساعة 20:48:53 بالتوقيت العالمي المنسق. كان أداء الصاروخ جيدًا حتى وصوله إلى مدار الوقوف. فشل الحرق الثاني لمرحلة بلوك دي 2 الرابعة. انفصلت المركبة الفضائية ثم قامت بإطلاق محركاتها تلقائيًا. لسوء الحظ، نتيجة فشل حرق المرحلة الرابعة، انخفض ارتفاع نقطة الحضيض الخاصة بالمركبة الفضائية ما أدى لدخول المركبة في الغلاف الجوي. دخلت المرحلة الرابعة الغلاف الجوي خلال مدار لاحق. هناك خلاف بين المصدرين الأمريكي والروسي حول الجدول الزمني للأحداث.

### الاستنتاجات
لم تستطع لجنة المراجعة تحديد ما إذا كان تحطم مارس 96 قد نتج عن فشل مرحلة بدوك دي 2 العليا لصاروخ بروتون أو عن عطل في مركبة مارس 96 نفسها. استنتج مجلس التحقيق أن نقص بيانات القياس عن بعد أثناء الأجزاء الرئيسية من المهمة حال دون تحديد سبب الفشل. حدث فشل الإشعال الثاني لمرحلة بلوك دي 2 العليا لصاروخ بروتن، بينما كان الاتصال مع المركبة الفضائية خارج نطاق المحطات الأرضية الروسية.
حملت المركبة على متنها 200 جرام من عنصر البلوتونيوم 238 على شكل كريات صغيرة. صُممت الكريات لتحمل الحرارة والصدمات ويعتقد أنها نجت من إعادة الدخول في الغلاف الجوي. لم تحمل مرحلة بلوك دي 2 أي بلوتونيوم. يُعتقد أن المركبة الفضائية تحطمت في مكان ما على طول مدار اهليجي طوله 320 كيلومترًا وعرضه 80 كيلومترًا امتد من الجنوب الغربي إلى الشمال الشرقي وتركز على بعد 32 كيلومترًا شرق مدينة إكيكي، تشيلي. لم يُسترد أي جزء من المركبة الفضائية أو المرحلة العليا.

### مصير وقود البلوتونيوم
كان يعتقد في البداية أن المركبة احترقت في الغلاف الجوي وأن الحطام سقط في المحيط الهادئ. مع ذلك، في مارس 1997، اعترفت قيادة الفضاء الأمريكية بأنها أخطأت في تقدير مسار عودة المركبة. كتب الرائد ستيفن بويلان، رئيس قسم الإعلام في قيادة الفضاء الأمريكية في كولورادو سبرينغز: «كنا على علم بعدد من روايات شهود العيان لإعادة الدخول عبر وسائل الإعلام بعد عدة أسابيع من حدوثه. بناءً على مزيد من التحليل، من المحتمل أن التصادم حدث على اليابسة».
حملت مارس 96 على متنها أربعة مسابير مُصممة لدخول غلاف المريخ الجوي، مخترقين سطحيين ومحطتين سطحيتين. من شبه المؤكد أن هذه المسابير نجت من الدخول في غلاف الأرض الجوي. صُمم المخترقين السطحيين للنجاة من الاصطدام بالسطح. على الرغم من ذلك ومن حقيقة أن المسابير الأربعة حملت على متنها ما مجموعه 200 جرام من البلوتونيوم 238، لم يبذل الروس أي جهد لاستردادها حتى الآن.

## المهمات المستندة على 96
اعتمد عدد من المهام اللاحقة، المخطط لها والناجحة على حد سواء، على تكنولوجيا مارس 96، على سبيل المثال مهمة مارس إكسبرس التابع لوكالة الفضاء الأوروبية (أُطلِقت في 2003) ومهمة نيتلاندر المُلغاة، ومهمة ميتنيت (التي أُقترح إطلاقها بين عامي 2016 و2019). استُخدمت بعض تصميمات المعدات الخاصة بمارس 69 خلال تجارب مارس 500.